# Opeka (dvorac)
Dvorac Opeka (također i nazivan Bombellesov dvorac) nalazi se u općini Vinici, naselju Marčan  (Varaždinska županija), podno maceljske šume, u sjevernom dijelu Hrvatskog zagorja. Okružen je velikim i bogatim arboretumom površine od oko 64 hektara.

## Povijest dvorca
Izgrađen je u baroknom stilu u drugoj polovici 17. stoljeća, a pretpostavlja se da je ime dobio po primitivnoj ciglani na čijem se mjestu danas nalazi malo jezero. Prvi gospodari bili su grofovi iz obitelji Keglević, što je vidljivo iz natpisa na ulazu gdje je upisana 1674. godina:

16 COMES SVPREMVS COMITATVS THORNENSIS EQVES AVRATVS 74
NICOLAVS KEGLEVICH DE BVSIN EVA CZOBOR CHARI CONIVGES HAS AEDES EXTRVXERVNT SIBI SVAEVE POSTERITATI

Natpis spominje Nikolu III. Keglevića (1642. – 1701.) i njegovu suprugu Evu Czobor. Pisac povijesti Keglevića u drugoj polovici 18. stoljeća piše kako je "u maloj varošici pored starog grada Vinice" Nikola Keglević sa suprugom Evom Czobor sagradio kaštel (Vinitza, arx, opere antiquo in finibus Stiriae constructa, opido mediocri imminet. In quo comes Nicolaus Keglewich cum Eva Czobor castellum aedificavit). Osim njih, vlasnici su bili i grofovi Nadasdy te Drašković, baruni Mlakovečki. U početku je dvorac u tlocrtu bio nalik na slovo U, što je bilo uobičajeno u doba u doba visokog baroka. Dvorac je bio dio vlastelinstva Zelendvor.
S obzirom na to da grof Franjo Drašković nije imao muških potomaka, udajom njegove kćeri Ferdinande 1852. za grofa Marka Bombellesa st. vlasnikom Opeke postaje obitelj Bombelles. U stilu historicizma Bombelessi dvorcu dograđuju kule i terase, a unutarnje dvorište uokviruju arkadnim hodnikom, kasnije zazidanim. Oko 1860. počinju i s planskim osmišljavanjem parka, prema engleskim uzorima, te popunjavanje egzotičnim drvećem, tako da je Opeka tada bila raskošan dvorac. Kako su Bombellesi naselili prve fazane u Hrvatskoj, i počeli s organiziranim lovom, česti gosti dvorca su bili austro-ugarski velikaši, kao npr. prijestolonasljednik Franjo Ferdinand koji je bio sedam puta, mnogobrojna hrvatska vlastela te kralj Aleksandar Karađorđević. Radovi na preuređivanju (kako eksterijera, tako i interijera) i proširivanju dvorca trajali su praktično sve do 1910. godine.
Za vrijeme Drugog svjetskog rata dvorac i park su ostali neoštećeni. U vlasništvu obitelji Bombelles dvorac je bio sve do 1945. kada je potpao po upravu Rajonske uprave, Ekonomije Predsjedništva vlade NR Hrvatske, te Šumarije Varaždin. Za vrijeme rata ustaše su pritvorile i ubile u logoru (Staroj Gradišci ili Jasenovcu) Josipa, unuka grofa Marka st., a partizanska vlast iseljava obitelj iz dvorca u svibnju 1946. Dio namještaja je uspjela spasiti Ferdinandina, grofica Marchant Et d' Ansembourg, kći Marka Bombellesa ml., tada nizozemska državljanka. Dio pušaka su za vrijeme rata odnijele ustaše, a dio su odnijele komunističke vlasti, između ostaloga i lovačku zbirku cara Maksimilijana Meksičkoga. Pokušaji da se oružje vrati obitelji su ostali neuspješni.

## Dvorac nakon Drugog svjetskog rata
Posljednji Bombelles, Joseph, napušta Hrvatsku 1954. i seli u Njemačku, pa u Ameriku, čime završava epoha Bombellesa u Hrvatskoj duga 102 godine.
Nakon Drugog svjetskog rata dvorac je služio u razne namjene. Nakon nacionalizacije bio je prenamijenjen za rezidenciju Josipa Broza Tita, prilikom njegova boravka u lovištima Zelendvor. Bile su izrađene detaljne skice dvorca te arhitektonski nacrti te izvedena manja adaptacija, međutim Tito je u njemu boravio svega nekoliko puta, a nakon toga je u dvorcu smještena škola. Dana 1. rujna 1958. otvorena je Vrtlarska škola, a izgradnjom nove škole nasuprot parka, dvorac je služio kao učenički dom. U više navrata postojale su inicijative o obnovi zapuštenog dvorca. Tako se krajem šezdesetih godina 20. stoljeća razmišljalo o smještaju građe Historijskog arhiva Varaždin. Restauratorski zavod Hrvatske je 1969. izradio idejne skice obnove, međutim, do nje nije došlo. Osamdesetih je godina planirano novo uređenje, ovoga puta za potrebe ustanove Arboretum Opeka iz Vinice. Bio je osiguran dio sredstava kojim su započeti radovi, ali se zbog nedostatka daljnjih sredstava radovi prekidaju, te je dvorac nastavio propadati.
Dvorac i arboretum su od prosinca 2007. i zaštićeno kulturno dobro Republike Hrvatske, a od iste godine arboretum održava i uređuje Javna ustanova za upravljanje zaštićenim prirodnim vrijednostima na području Varaždinske županije, te Općina Vinica, kao i učenici Srednje škole "Arboretum" u Vinici. Dvorac je bio u vrlo lošem, ruševnom stanju, a obnovom završenom 2024. godine spašen je od propadanja.
Grobna kapela obitelji Bombelles nalazi se u sklopu vlastelinstva Zelendvor. Kapela i gospodarska jednokatnica jedino su što je očuvano od nekadašnjeg baroknog kompleksa koji je izgorio nakon Drugog svjetskog rata. Izgrađena je kao jednobrodna građevina zaobljenog svetišta u 18. stoljeću, a obnovljena u duhu historicizma u 19. stoljeću. U njoj i oko nje su grobovi nekadašnjih vlasnika. Nalazi se na popisu kulturnih dobara Republike Hrvatske.

## Vanjske poveznice
- Povijest dvorca i arboretuma  Arhivirana inačica izvorne stranice od 25. prosinca 2008. (Wayback Machine)
- Dvorac Opeka Vinica
- Umirući hrvatski dvorci  Arhivirana inačica izvorne stranice od 5. ožujka 2016. (Wayback Machine)